# Our Beloved Revolutionary Sweetheart
Our Beloved Revolutionary Sweetheart è un album pubblicato nel 1988 dal gruppo alternative rock Camper Van Beethoven. È il primo album pubblicato per una major, la Virgin Records, il primo con un produttore musicale esterno al gruppo, Dennis Herring e senza il membro fondatore, il polistrumentista Chris Molla.
Come tradizione del gruppo i brani sono un insieme di influenze le più svariate come: folk, ska, musica balcanica, rock americano, rock psichedelico e musica mediorientale.
È un disco meno spensierato e con toni più smussati dei precedenti e più vicino ai canoni del suono mainstream trasmesso in radio, anche se le idee sperimentali non mancano.

## Tracce

### Lato 1
1. Eye of Fatima (Part One) - 2:37
2. Eye of Fatima (Part Two) - 2:15
3. O Death - 3:06
4. She Divines Water - 3:53
5. Devil Song - 1:56
6. One of These Days - 3:27
7. Turquoise Jewelry - 3:07

### Lato 2
1. Waka - 2:45
2. Change Your Mind - 3:02
3. My Path Belated - 2:35
4. Never Go Back - 3:25
5. The Fool - 2:36
6. Tania - 3:46
7. Life Is Grand - 3:23

## Musicisti
- Dennis Lowery - voce, chitarra ritmica
- Jonathan Segel - violino, mandolino, tastiere e chitarra
- Victor Krummenacher - basso
- Greg Lisher - chitarra solista
- Chris Pedersen - batteria